# Merab Kvirikașvili
Merab „Meko” Kvirikașvili (n. 27 decembrie 1983) este un jucător georgian de rugby. Și-a început cariera ca mijlocaș la grămadă, dar în prezent joacă ca mijlocaș la grămadă și ocazional ca uvertură. Este cel mai bun marcator al Echipei naționale de rugby a Georgiei din toate timpurile. El a reprezentat, de asemenea, echipele naționale ale acestuia la rugby în 13, respectiv 7.

## Cariera pe echipe
Kvirikașvili a fost născut pe 27 decembrie 1983, Tbilisi, RSS Georgia, Uniunea Sovietică. El a plecat din Georgia în 2006 pentru a juca la echipa Pau din Pro D2, jucând și pe la alte trei cluburi franceze din Fédérale 1: Massy, Figeac și cel mai recent pentru Saint-Junien, unde a ajuns după Cupa Mondială din 2011. El nu a petrecut mai mult de două sezoane la un club în timpul șederii sale în Franța.

## Carieră internațională
Kvirikașvili a debutat la naționala Georgiei pe când era încă un adolescent, în 2003, împotriva Portugaliei, și a prins lotul Georgiei care a participat pentru prima oară la Cupa Mondială în același an, intrând din postura de rezervă în toate cele patru meciuri ale din Georgiei.
A fost un jucător important pentru Georgia la Cupa Mondială din 2007, fiind titular în toate cele patru meciuri și a arătat o formă bună împotriva Irlandei, cu Georgia pierzând la limită, scor 14-10. A fost numit omul meciului în prima victorie a Georgiei la Cupa Mondială împotriva Namibiei.
Este cel mai bun marcator al Echipei naționale de rugby a Georgiei din toate timpurile cu 840 de puncte.

## Accident rutier
În iulie 2016, Kvirikașvili a fost implicat într-un accident rutier care a avut loc pe autostrada Kutaisi-Samtredia, în timp ce călătorea cu rugbistul Giorgi Lominadze și soțiile lor. Lominadze și soția lui au supraviețuit, dar soția lui Merab, mamă a patru copii, a murit la spital, aceeași soartă având-o cei trei pasageri care călătoreau în celălalt vehicul implicat în accident.